# Hachinohe
Hachinohe (Japans: 八戸市, Hachinohe-shi) is een havenstad in de prefectuur Aomori in het noorden van Honshu, Japan. Op 1 november 2009 had de stad 238.316 inwoners. De bevolkingsdichtheid bedroeg 781 inw./km². De oppervlakte van de stad is 305,19 km².

## Geschiedenis
Tijdens het Tokugawa-shogunaat was Hachinohe een stad met kasteel en een klein commercieel centrum en haven voor de vissersvloot voor de visgronden ten zuidoosten van Hokkaido.
In de Meijiperiode was er een discussie of Hachinohe of Hirosaki hoofdstad moest worden van de nieuwe prefectuur Aomori. Uiteindelijk besloot de regering een nieuwe stad, Aomori, te bouwen en tot hoofdstad van de prefectuur te maken.
Hachinohe werd op 1 mei 1929 een stad (shi).
Sinds 1 april 2001 heeft Hachinohe de status van speciale stad (特例市, tokurei-shi).
Op 31 maart 2005 is het dorp Nangou bij Hachinohe gevoegd.

## Economie
De belangrijkste economische activiteiten in Hachinohe zijn visserij, textielindustrie en houtbewerking.

## Verkeer
Hachinohe ligt aan de Tohoku Shinkansen van East Japan Railway Company.
Hachinohe ligt aan de Hachinohe-autosnelweg en aan de autowegen 45, 104, 340 en 454.

## Bezienswaardigheden
- Kabushima jinja is een heiligdom waar zo'n 40.000 Japanse meeuwen (Larus crassirostris) broeden. Het ligt aan de baai en op de derde zondag van april is er een jaarlijks festival.
- Enburi is een festival dat jaarlijks van 17 tot 20 februari in en om Hachinohe wordt gevierd. Het markeert het einde van de strenge winter en er wordt gebeden voor een overvloedige oogst in het komende jaar (de eburi is een landbouwwerktuig). Tijdens het festival is er een parade van 15-20 personen met dansers, een zanger en begeleiding op houten fluiten, trommels en bellen.
- Sansha Taisai, het festival van de drie jinja's, wordt jaarlijks gevierd van 31 juli tot 4 augustus bij drie jinja's: Ogami Jinja, Shinra Jinja en Shinmeigu. 27 praalstukken worden rondgedragen door de hoofdstraten, begeleid door trommels, fluiten en geschreeuw, mannen te paard in samurai-kostuum en tijgerdansers. Op de tweede en derde dag van het festival wordt er een traditionele sport die lijkt op polo gespeeld bij de Shinra Jinja.

## Sport
In Hachinohe bevindt zich de overdekte ijsbaan Hachinohe Skating Arena. In 2024 werd op deze ijsbaan het WK schaatsen voor junioren georganiseerd.

## Stedenband
Hachinohe heeft een stedenband met
- Federal Way, Verenigde Staten, sinds 1993,
- Tacoma, Verenigde Staten, sinds 1993,
- Manilla, Filipijnen, sinds 2000.

## Geboren in Hachinohe
- Hitomi Obara (1981-2025), worstelaar
- Chiharu Icho (1981), worstelaar
- Kaori Icho (1984), worstelaar